# خوان أرانغو (دراج)
خوان أرانغو (بالإسبانية: Juan Esteban Arango) مواليد 9 أكتوبر 1986، هو دراج كولومبي. شارك في دورة الألعاب الأولمبية الصيفية.

## روابط خارجية
- خوان أرانغو على موقع الاتحاد الدولي للدراجات (الإنجليزية)
- خوان أرانغو على موقع أرشيف الدراجات (الإنجليزية)
- خوان أرانغو على موقع إحصائيات الدراجات الإحترافية (الإنجليزية)
- خوان أرانغو على موقع نسبة الدراجات (الإنجليزية)
- خوان أرانغو على موقع أوليمبيديا (الإنجليزية)